# Răzvan Feneșan
Răzvan Feneșan (n. 8 februarie 1991) este un jucător de fotbal român. A jucat la U Cluj  și are mai multe meciuri la Echipa națională de fotbal sub 19 a României.